# 8 Spruce Street
8 Spruce Street (znany również jako Beekman Tower) – wieżowiec zaprojektowany przez Franka Gehry’ego znajdujący się w Nowym Jorku na Manhattanie w dzielnicy Lower Manhattan na południe od City Hall Plaza oraz mostu Brooklyn Bridge.
Jego budowa rozpoczęła się w 2006 roku i trwała do 2010. Otwarcie odbyło się w lutym 2011 roku.
Wieżowiec Beekman Tower pod względem wysokości i wyglądu przypomina wieżowiec Aqua, mieszkaniowo-hotelowy drapacz chmur w Chicago.

## Opis

### Szkoła publiczna
Na pierwszych pięciu piętrach wieżowca Beekman Tower znajduje się publiczna szkoła podstawowa podlegająca amerykańskiemu Ministerstwu Edukacji. Obejmuje ona 9300 m², co stwarza optymalne warunki do nauki dla minimum 600 uczniów. Do dyspozycji szkoły jest również miejsce do ćwiczeń na zewnątrz o powierzchni 460 m² na dachu na wysokości 4 piętra.

### Apartamenty
Powyżej szkoły podstawowej znajduje się część mieszkalno-hotelowa podzielona na 903 luksusowe apartamenty platerowane ze stali nierdzewnej. Ich powierzchnia wynosi w granicach 48-149 m² (500-1600 stóp kwadratowych). Żadnego z tych apartamentów nie można zakupić na własność, lecz wyłącznie wynająć.

### Projekty w budowie lub planowane
Szpital
Na terenie Beekman Tower znajduje się w budowie szpital New York Downtown Hospital. Zajmie on powierzchnię 2300 m² i będzie miał do dyspozycji publiczny parking pod powierzchnią ziemi.
Nowe hotele
Po stronach wschodniej i zachodniej w Beekman Tower mają zostać otwarte nowe pomieszczenia hotelowe, jeden z nich o powierzchni 1000 m² oraz inne mniejsze.
Wznowienie ulicznego handlu detalicznego
Uliczny handel o charakterze sprzedaży detalicznej to kolejna część projektów do zrealizowania przy terenach 8 Spruce Street, który zostanie wykonany w ramach planu odradzania tego rodzaju handlu w Nowym Jorku. Według oficjalnych planów, właściciele mają przekazać na ten cel tereny o łącznej powierzchni w granicach 1300-2500 stóp kwadratowych i w ten sposób przyciągnąć prywatnych przedsiębiorców, którzy będą mogli liczyć na oczywiste zainteresowanie mieszkańców apartamentów w Beekman Tower.

## Ogólne informacje

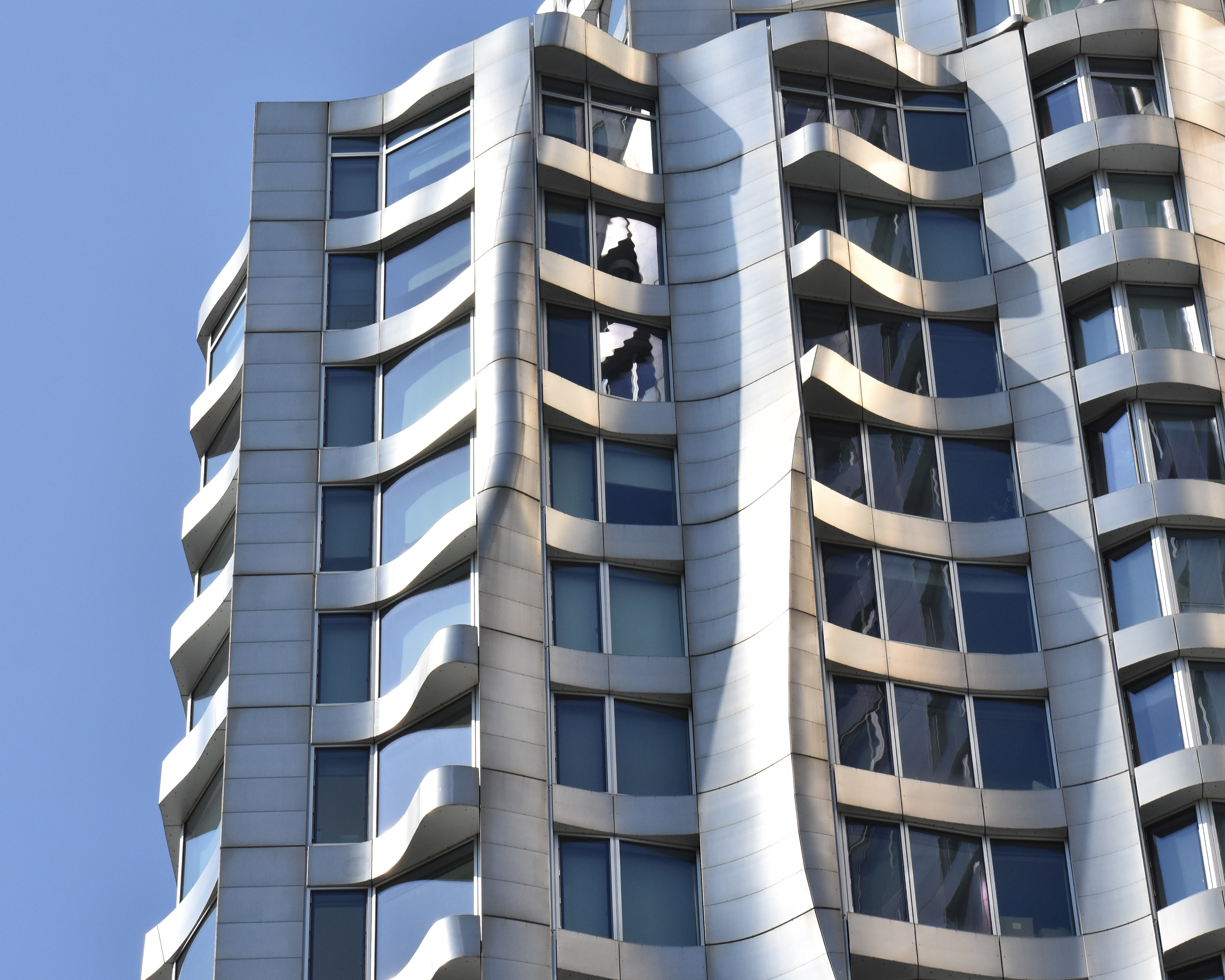

Beekman Tower był najwyższym budynekiem mieszkalnym na zachodniej półkuli (na półkuli wschodniej jest nim The Marina Torch w Dubaju o wysokości 348 m), do czasu zbudowania na Manhattanie wieżowca 432 Park Avenue.
Budynek należący do dewelopera Forest City Ratner został zaprojektowany przez architekta Franka Gehry’ego i wybudowany przez Kreisler Borg Florman. Jego szkielet konstrukcji wykonano z żelbetu.
8 Spruce Street ma wysokość 267 metrów do dachu. Posiada 76 kondygnacji, a całkowita powierzchnia użytkowa wszystkich pomieszczeń wynosi 93 000 m².